# گژگورز استلاک
گژگورز استلاک (انگلیسی: Grzegorz Stellak; ۱۱ مارس ۱۹۵۱ – ) قایقران روئینگ اهل لهستان بود.
وی در مسابقات کشوری و بین‌المللی در مجموع برندهٔ ۱ مدال نقره، ۱ مدال برنز شده‌است.